# 科拉尼亚
科拉尼亚（義大利語：Collagna），是意大利雷焦艾米利亚省的一个市镇。总面积67平方公里，人口979人，人口密度14.6人/平方公里（2009年）。ISTAT代码为035019。